# Tchildiran
Tchildiran est un village de la région de Khojavend en Azerbaïdjan.

## Histoire
En 1992-2020, Tchildiran était sous le contrôle des forces armées arméniennes. En 2020, au cours de la deuxième guerre du Haut-Karabagh, la région de Khojavend, y compris le village de Tchildiran est passé sous le contrôle des forces azerbaïdjanaises,.

## Population
Elle compte 467 habitants en 2005.